# Сборная Аргентины по футболу (до 15 лет)
Сборная Аргентины по футболу до 15 лет (исп. Selección de fútbol sub-15 de Argentina) — национальная футбольная команда, представляющая Аргентину в юношеских международных турнирах, за которую имеют право выступать игроки возрастом 15 лет и младше. Сборная контролируется Ассоциацией футбола Аргентины.
Свой первый матч сборная Аргентины до 15 лет провела в 2004 году.
В 2017 году сборная впервые в своей истории выиграла чемпионат Южной Америки для игроков до 15 лет, который также впервые проводился в Аргентине.

## Достижения
- Чемпионы: 2017
- Серебряные призёры (2): 2005, 2019
- Бронзовые призёры (5): 2004, 2007, 2011, 2013, 2015